# 学歴信仰
学歴信仰（がくれきしんこう）とは、学歴を過大に評価することである。これに関連し、学歴の低い者を不当に差別することは、学歴差別と呼ばれる。

## 概要
学歴を参照することは、比較的簡単に個人の専攻分野ならびにその関連分野における問題解決能力や知識量を評価する手段となり得ると考えられている。また、これによって環境や分野に依拠しない標準化された知的能力（いわゆる、記憶力）を客観的に評価できるという信念が存在する。そのため、多くの採用試験において、学歴は主要な評価項目の一つとなっている。特に採用試験の初期段階において、ほぼ学歴のみを評価の対象として合否の判断がなされている場合も多い。しかし、採用基準の妥当性や合理性については疑問を差し挟む余地があるという主張も存在する。

## 国際的な傾向
2004年に内閣府がアメリカ・ドイツ・スウェーデン・日本・韓国における青年の意識について調査結果を「世界青年意識調査」として発表した。それには「学歴観」の調査が含まれており、それによって明らかになったことは、それらの国の中では、韓国で突出して学力信仰が強い、ということである。
調査された国の中では「大学に通う意義・理由」としては、アメリカと日本では「学歴」は3番目、ドイツやスウェーデンでは「学歴」を理由に選んだ人は非常に少なく最下位であった。アメリカでは「一般的・基礎的知識を身につける」が80.2%、ドイツも同様の解答が75%と一番多く、スウェーデンでも「自分の才能を伸ばす」が68.4%で一位であった。それに対して、韓国では「大学に通う意義・理由」の回答として「学歴や資格を得る」を挙げた青年が52.5%と1位であった。

## 日本における学歴信仰

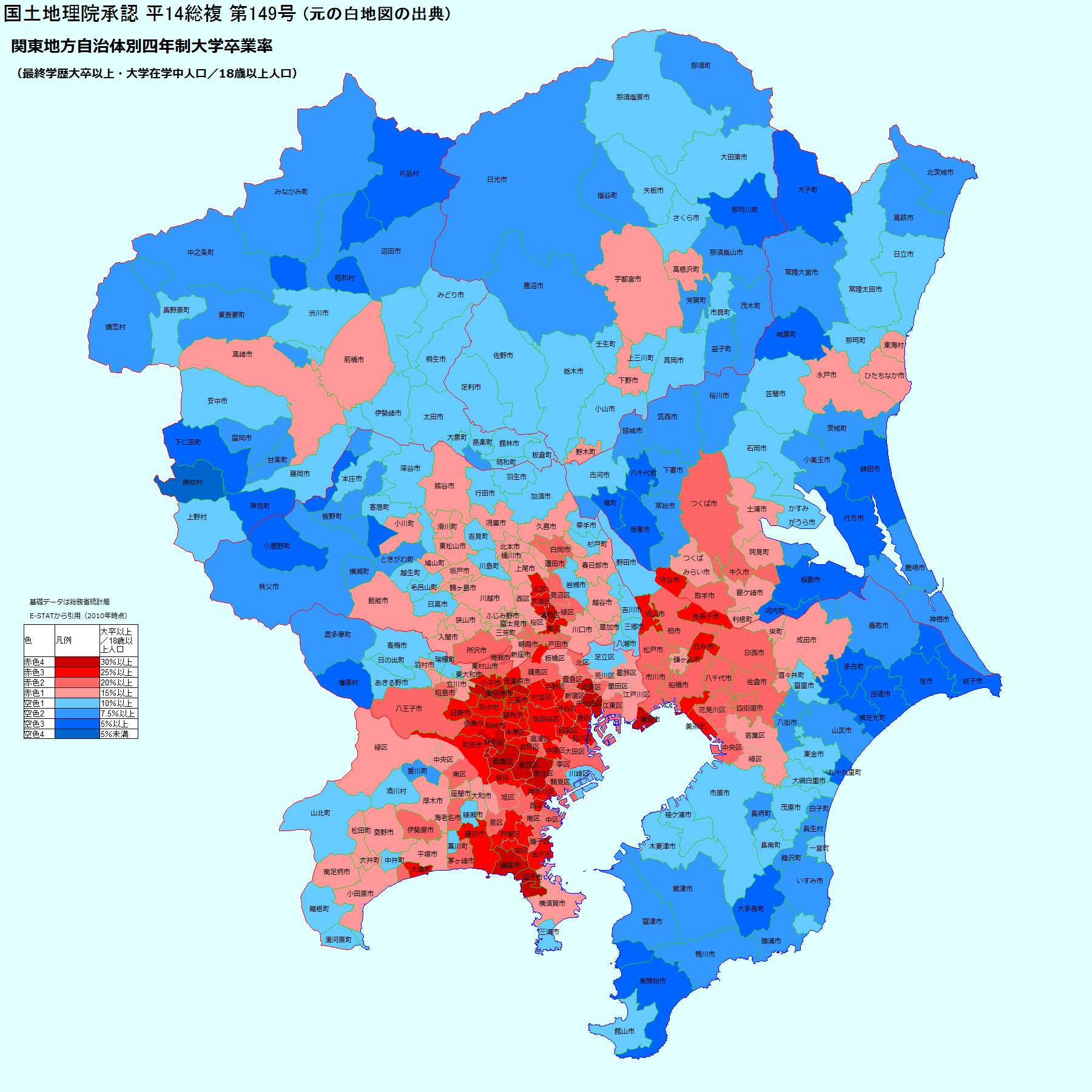
関東地方の大学卒業率（自治体別）

学歴信仰が問題視されるようになったのは、1970年代の終わり頃である。この頃、1978年度の共通一次試験の開始によって受験戦争が過激化し、学歴信仰はますます高まっていたが、一方で、1979年の『日本の大学』においては、多くの大学関係者の声として、大学での学問や教育の在り方が危機的な状況になってしまった原因は学歴信仰にあるとしている。また、産業界においても、本人が大学で何を学んできたのかを軽視してきたといった声が高まってきている。
子供の意識については、少なくとも1990年代の初頭から子供たちの心の中で学歴信仰は崩れ始めていた、と中川浩一は指摘している。1996年の段階で、社会の中の学歴信仰や学校信仰に陰りが見え始めたとの指摘がある。これは首都圏に住まない受験生が、首都圏に住む受験生と対等な勝負を行うのが極めて難しいからである。逆に首都圏・関西圏では中学受験ブームといった受験の低年齢化が進み、親の学歴・経済力が大きくなっている。
元通産省官僚の朝比奈一郎は、昭和の後半から平成の時代にかけて顕著だった偏差値教育について、科挙と同じような弊害を日本にもたらしたのではないかと指摘している。
今日でも在京テレビ局は『東大王』（TBSテレビ）など、学歴ブランドを全面に押し出した番組作りを好んで行っており、2022年2月に東大受験を断念した高校生が東京大学前刺傷事件を起こした際に問題となった。
2024年には、当時の静岡県知事の川勝平太の発言が問題となり職を追われた。
2024年自由民主党総裁選挙では9人の候補者のうち6人の最終学歴がアメリカの大学または大学院だった。